# Pueblo beti-pahuin
Los Beti-Pahuin son un grupo étnico bantú ubicado en las regiones del bosque lluvioso de Camerún, República del Congo, [[Guinea Ecuatorial] y Gabón. Aunque se separan en varios clanes individuales, todos comparten un origen, una historia y una cultura comunes.
Se estima que la población rondaba los 3 millones de individuos a comienzos del siglo XXI, forman el grupo étnico más grande en Camerún central y su capital Yaundé, en Gabón y en Guinea Ecuatorial. Sus lenguas, del subgrupo Níger-Congo, tienen inteligibilidad mutua.

## Distinciones de grupo
Los Beti-Pahuin están formados por más de 20 clanes individuales. En conjunto, habitan un territorio de bosques y colinas que se extiende desde el río Sanaga en el norte a Guinea Ecuatorial y las mitades septentrionales de Gabón al Congo al sur y desde el Océano Atlántico al oeste, al río Dja en el este.

## Beti
El primer agrupamiento, llamado Beti, consiste en los Ewondo (más precisamente Kolo), Bane (Bane), Fang (Fang) (más precisamente M'fang), Mbida-Mbane, Mvog-Nyenge y Eton (o Iton). Los Eton se subdividen en Eton-Beti, Eton-Beloua y Beloua-Eton.
Los Ewondo, o Yaunde, se centran en Yaundé, la capital de Camerún, que fue nombrada por ellos. También pueblan la división oriental de Mefou y las divisiones de Mfoundi, Nyong y So en la Provincia Centro de Camerún. El resto de su territorio se encuentra en las porciones norteñas de la división Océano en la Provincia Sur, Camerún. Su idioma (o dialecto beti), también llamado idioma ewondo, es el más extensamente hablado de las lenguas beti en Camerún, con un estimado de 1 200 000 hablantes en 1982. Sirve como "lingua franca" en Yaundé y gran parte del resto de las Provincias del Centro y del Sur de Camerún.
Los Eton viven principalmente en la división de Lekie de la Provincia del Centro de Camerún con los asentamientos importantes en Sa'a y Obala. Ellos hablan el idioma eton o dialecto, que tenía 500 000 hablantes en 1982.

### Fang

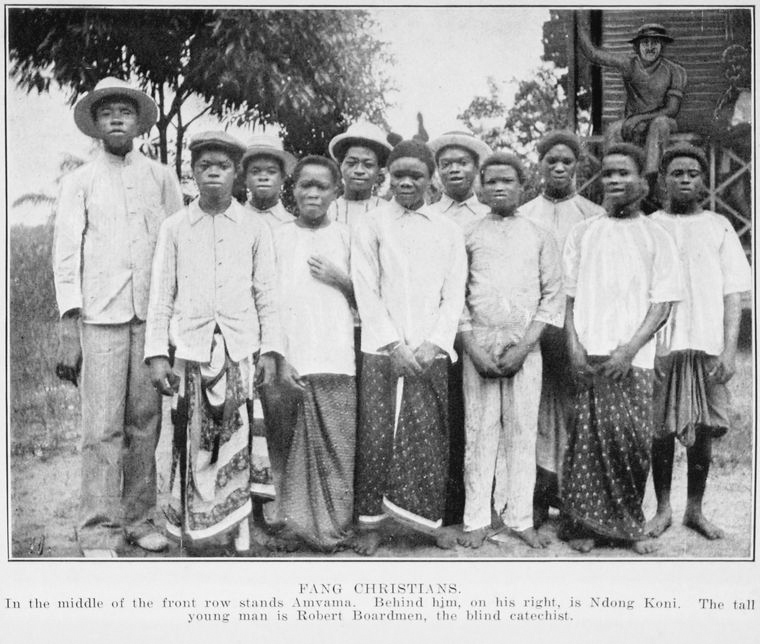
Fangs en una Misión Cristiana en 1912.

Los Fang (o Fan) forman el segundo grupo. Los grupos étnicos individuales incluyen el Fang propiamente, el Ntumu, el Mvae y el Okak. Los territorios de los Fang comienzan en el extremo sur del Camerún al sur de Kribi, Djoum y Mvangan en la Provincia del Sur y continúan hacia el sur a través de la frontera, incluyendo todo Río Muni (Guinea Ecuatorial) y al sur en Gabón y República del Congo.

### Bulu
El tercer grupo se llama Bulu y constituye un tercio de todos los Beti-Pahuin en Camerún. Los Bulu incluyen los Bulu propiamente de Sangmélima, Kribi y Ebolowa, los Fong y Zaman del valle del río Dja, los Yengono, Yembama y Yelinda del valle del río Nyong, y los Yesum, Yebekanga, Yebekolo y Mvele.

### Otros grupos
Además, varios pueblos están siendo asimilados o "pahuinizados" por sus vecinos Beti-Pahuin. Estos incluyen los Manguissa, Yekaba, Bamvele, Evuzok, Batchanga, Omvang, Yetude, y, desde un punto de vista más amplio, los Baka.

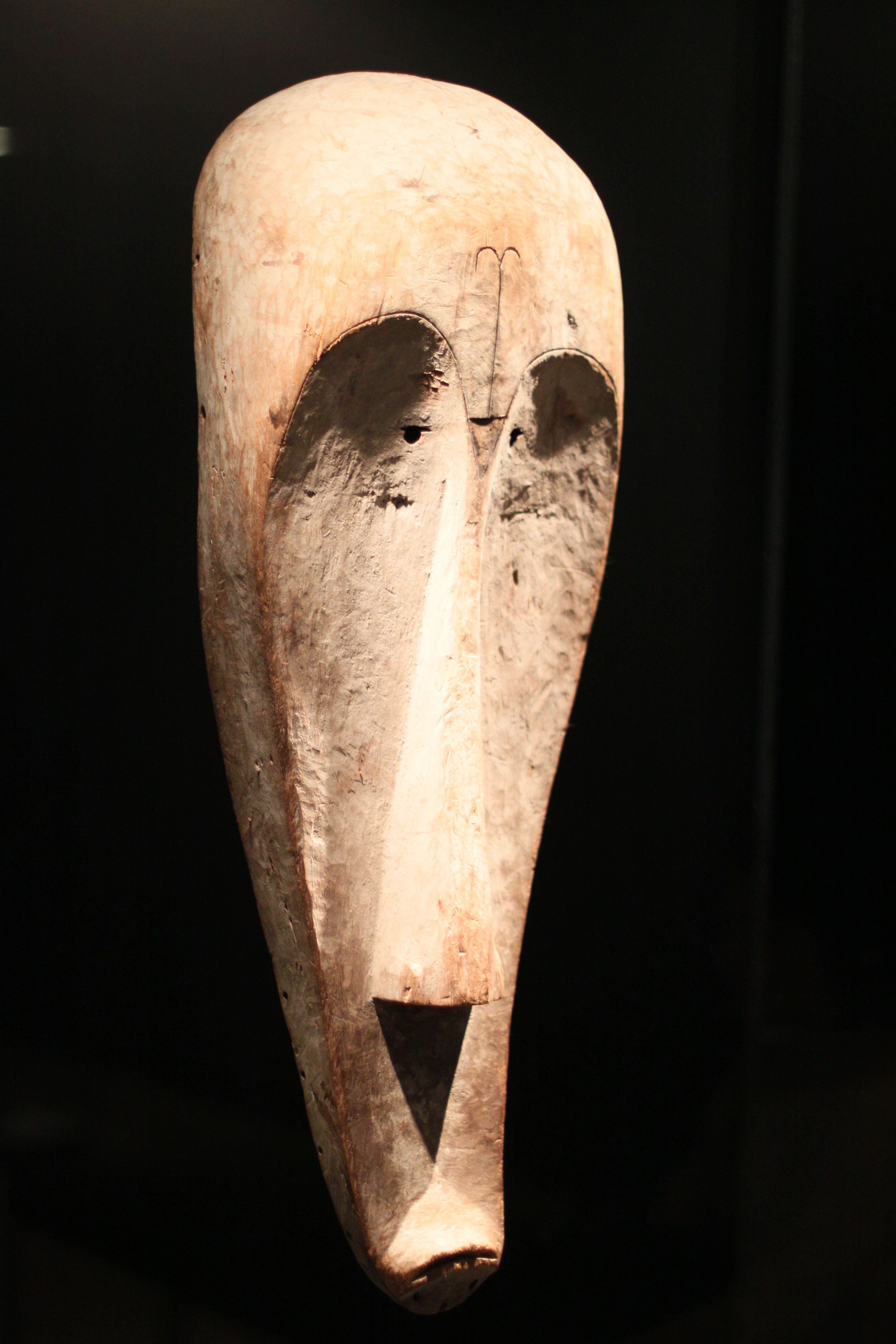
Máscara fang usada para la ceremonia ngil, una búsqueda inquisitorial de hechiceros. Madera y pigmento,. Museo Etnológico de Berlín, III C 6000.

## Sociedad y cultura
Un gran número de Beti-Pahuin están involucrados en lucrativas empresas como el cacao y el café.
Los pueblos beti-pahuin se organizan de acuerdo con una serie de parentesco patrilineal, aunque algunos de sus subgrupos parecen haber practicado matrilinealismo en el pasado. Como consecuencia de este pasado matrilineal todavía podemos ver hoy en día el fuerte vínculo entre el tío materno y la sobrina. La familia (un hombre, su esposa o esposas, y sus hijos) forma la columna vertebral de este sistema. Varias familias de un linaje común viven juntas en un pueblo, ya su vez, varias aldeas relacionadas forman un clan. Estos clanes entran bajo la regla nominal de un jefe, que también es tradicionalmente considerado como una autoridad religiosa.
La mayoría de los grupos étnicos de los Beti-Pahuin viven en pequeñas aldeas de carretera de no más de unos pocos cientos de habitantes. Estos pueblos son en su mayoría lineales, con casas paralelas a la carretera y respaldadas por bosques. La unidad de vivienda típica está construida de ladrillos de barro seco colocados sobre un marco de bambú y cubiertos con frondas de palma de rafia. En los últimos tiempos, los techos de metal se ha convertido cada vez más común, y los individuos más ricos pueden construir sus casas en concreto.
Beti-Pahuin territorio también incluye una serie de ciudades y ciudades importantes, la mayoría de los cuales fueron iniciados por los alemanes o franceses. Aquí, los asentamientos están más en el patrón europeo, con una red de calles, varios barrios, y distritos administrativos o comerciales centrales.

### Dieta
La mayoría de las personas mantienen un estilo de vida agrario. Mandioca y maíz forman los cultivos básicos con la banana, el ñame y el cacahuete teniendo un papel vital (de hecho, "Ewondo" y "Yaoundé" significa "cacahuete"). Una variedad de productos forestales, tales como verduras, insectos, setas, y varios productos de palma, complementa la dieta. El ganado se limita a pequeños animales que pueden ser dejados para alimentarse desatendidos, tales como cabra, cerdo y pollo.
Estos suelen ser guardados para ocasiones especiales como funeral o Día de Año Nuevo. En cambio, la principal fuente de proteína animal durante el año, proviene de la carne de caza, es decir, fauna salvaje como el pangolin, el puerco espín y el mono traídos por cazadores de la jungla. Asimismo, la pesca es fundamental para la vida de muchos Beti-Pahuin, particularmente en Guinea Ecuatorial y Santo Tomé y Príncipe.
Además, un número sustancial de Beti-Pahuin están involucrados en las plantaciones de cacao que salpican el territorio de Guinea Ecuatorial, Gabón y el sur de Camerún. La mayoría de estos son Bulus o Fangs, ya que su territorio contiene la mayor concentración de plantaciones. En contraste, los Ewondos más al norte a menudo encuentran trabajo como mano de obra no cualificada, ya que su entorno está mucho más urbanizado. Muchos Beti-Pahuin eran trabajadores altamente cualificados en madera, marfil y piedra esteatita. Se destacaron especialmente por sus animadas máscaras.

## Religión
La mayoría de los pueblos Beti-Pahuin fueron cristianizados en 1939 (aunque los fang también fueron influenciados por el Mitsogo). En ese momento, gran parte de su cultura tradicional fue abandonada, incluyendo muchas danzas y canciones nativas. Después de que la era colonial terminase, su religión tradicional ha gozado de un resurgimiento, tal como la religión de Bwiti y, como el florecimiento de nuevos estilos musicales y de danza, tales como el Bikutsi de los Ewondos.
Así, hoy en día muchos Beti-Pahuin se consideran cristianos, van a la iglesia los domingos y practican otras costumbres religiosas occidentales.

## Otras lenguas
Algunos pueblos Beti-Pahuin también hablan o entienden las lenguas cooficiales de sus países: español en Guinea Ecuatorial ; francés en Camerún y Gabón; portugués, angolar, principense, y forro en Santo Tomé y Príncipe, inglés en Camerún.